# 단월로
단월로(Danwol-ro)는 경기도 양평군 단월면 보룡교차로에 강원도 홍천군 서면을 잇는 도로이다.

## 주요경유지
경기도
- 양평군 (단월면)

강원도
- 홍천군 (서면)

## 노선
전 구간 국가지원지방도 제70호선에 속하므로 이에 대한 별도 표기는 생략한다.
| 이름          | 접속 노선                 | 소재지 | 소재지 | 비고 |
| ------------- | ------------------------- | ------ | ------ | ---- |
| 보룡 교차로   | 국도 제6호선 (경강로)     | 양평군 | 단양면 |      |
| 보덕 교차로   | 보룡길                    | 양평군 | 단양면 |      |
| 덕수 교차로   | 지방도 제341호선 (석산로) | 양평군 | 단양면 |      |
| 명성터널      |                           | 양평군 | 단양면 |      |
| 명성 교차로   | 통골길                    | 양평군 | 단양면 |      |
| (이름없음)    | 지방도 제494호선 (한서로) | 홍천군 | 서면   |      |
| 한서로와 직결 |                           |        |        |      |

## 주요 건물및 시설
- 부안보건진료소 (단월로 326/부안리 217-9)